# Luigi Canina

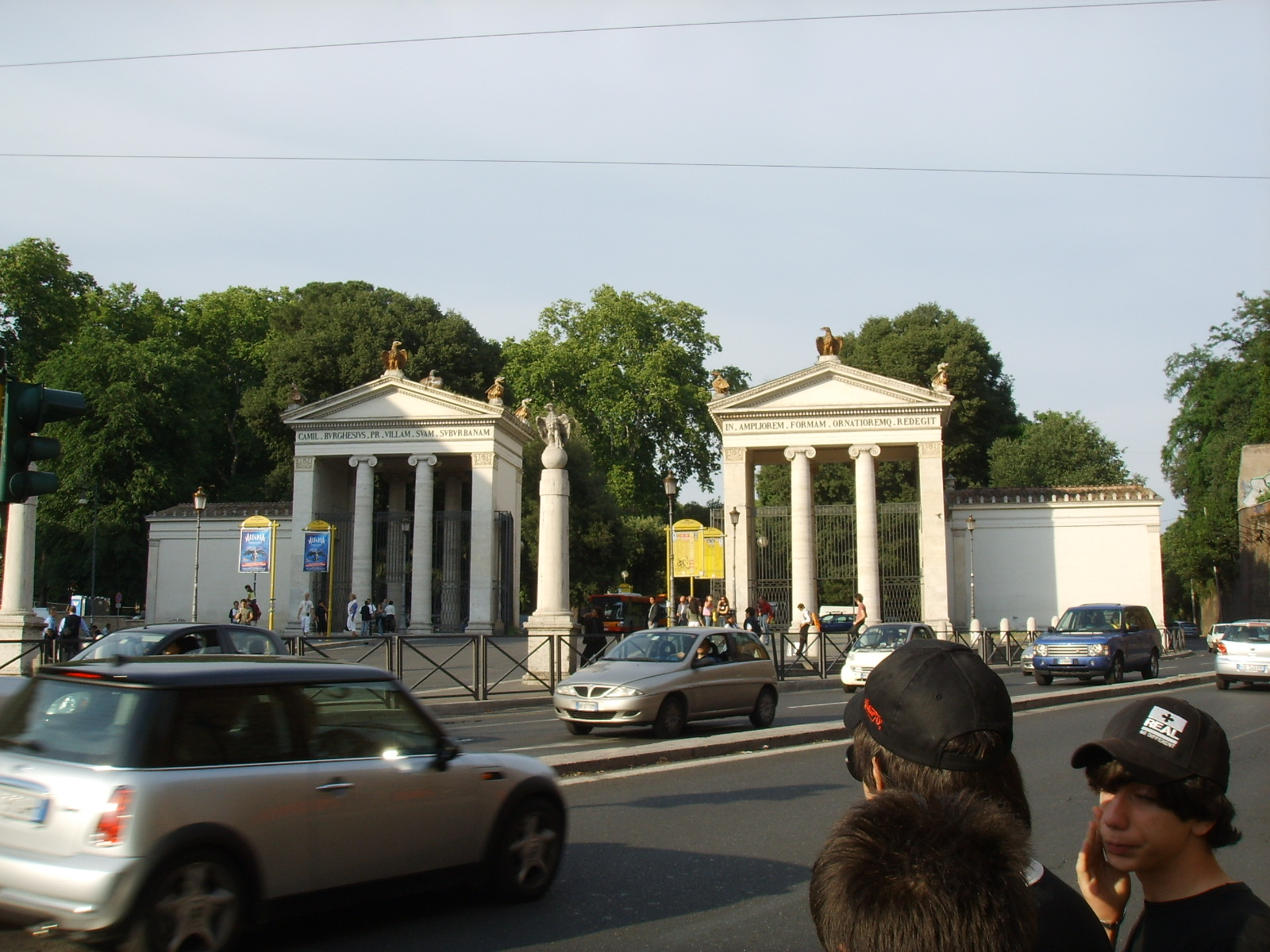
Villa Borghese w Piazzale Flaminio, Rzym

Luigi Canina (ur. 23 października 1795 w Casale Monferrato, zm. 17 października 1856 we Florencji) – włoski architekt i archeolog.

## Życiorys
Przeprowadził prace w ogrodach Borghese. Został profesorem architektury w Turynie. Pracował nad projektami w Tusculum (1829) i dotyczącymi Via Appia (1848). W 1843 wybrany do National Academy of Design jako członek honorowy.